# Château Filhot
Koordinaten: 44° 31′ 22,8″ N, 0° 20′ 30,7″ W

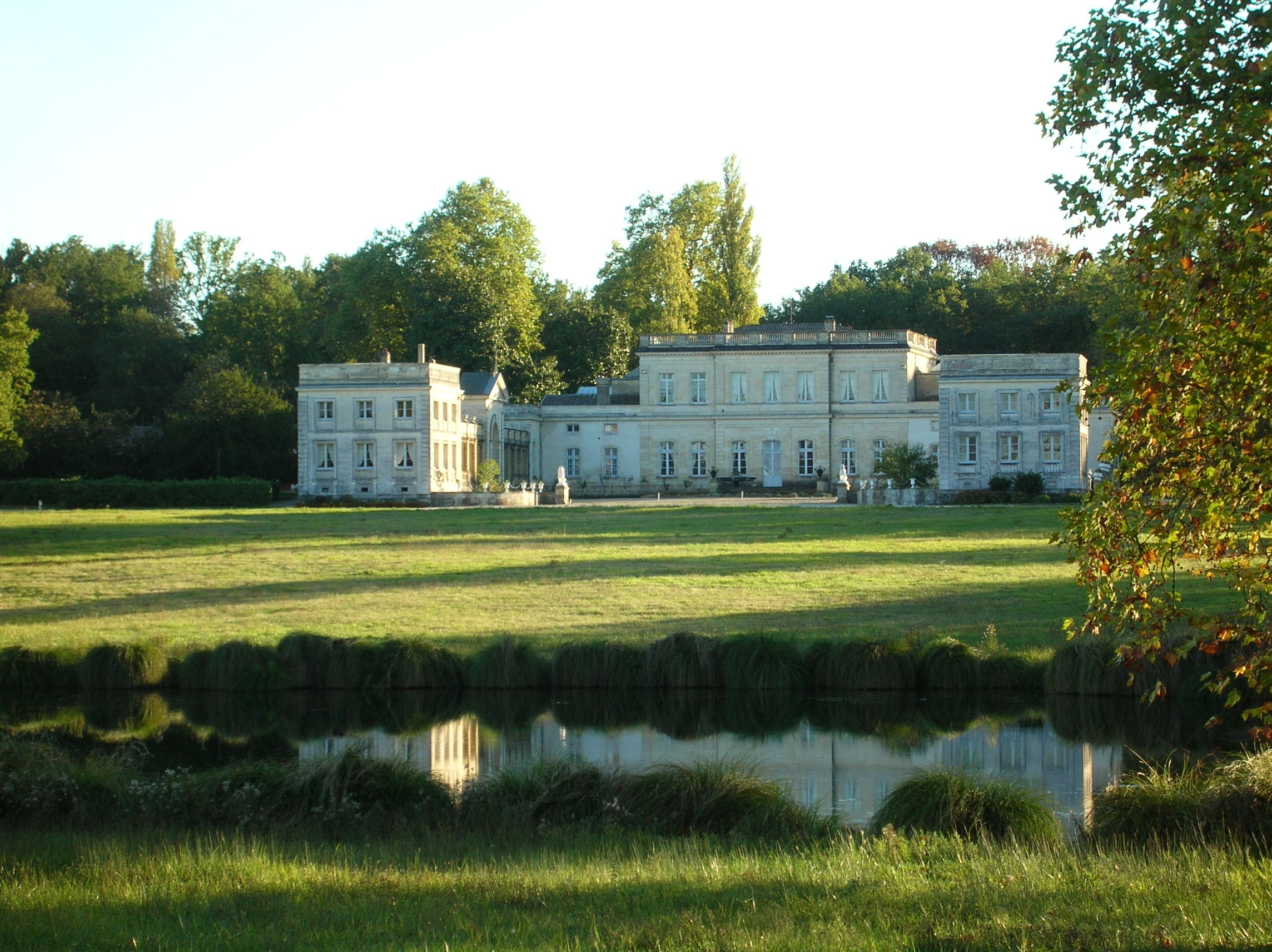
Gutsgebäude von Château Filhot, 1845 erbaut

Das Weingut Château Filhot liegt in der Gemeinde Sauternes, einem Teil der Appellation d’Origine Contrôlée Sauternes in der Weinbauregion Bordeaux. Bei der Bordeauxwein-Klassifizierung von 1855 wurde es als „Deuxième Cru Classé“ klassifiziert. Das Gut verfügt über einen Grundbesitz von 350 ha, wovon 62 Hektar Fläche mit Weinreben bepflanzt sind. Die Rebflächen liegen nordwestlich des Gutsgebäudes. Durch eine tiefe Krise konnte das Weingut im 20. Jahrhundert die hohe Qualitätseinstufung nur sehr selten bestätigen.

## Wein

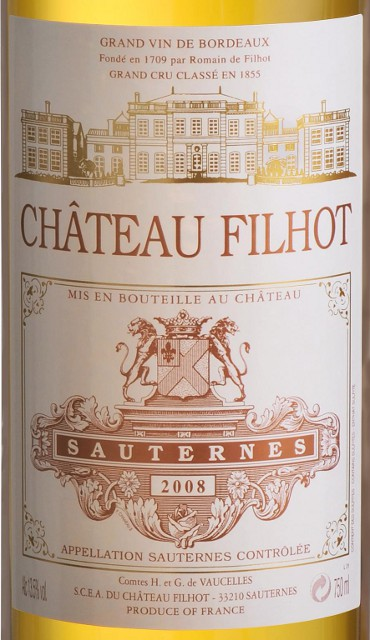
Etikett des Château Filhot, Jahrgang 2008

Die Rebsorte Sémillon stellt mit einer bestockten Fläche von 60 Prozent den größten Anteil. Daneben werden noch 36 Prozent Sauvignon Blanc beigemischt. Die restlichen 4 Prozent entfallen auf die Rebsorte Muscadelle. Das durchschnittliche Alter der Reben liegt bei hohen 35 Jahren; der jährliche Ertrag liegt bei 15 bis 18 hl/ha. Die Lese erfolgt per Hand in drei bis sechs Lesegängen, um die edelfaulen Beeren zu selektionieren. Vom Grand Vin werden jährlich fast 60.000 Flaschen abgefüllt. Der Wein gärt 12 bis 20 Tage im temperaturgeregelten Edelstahltank. Die einzelnen Weinpartien werden während zehn Monaten im Holzfass getrennt ausgebaut und werden dann gefiltert. Vier Monate später erfolgt der Verschnitt. Der weitere Ausbau erfolgt während zwölf Monaten in Barrique, die jährlich zu einem Drittel erneuert werden. Neben dem Grand Vin existiert auch seit den 1970er Jahren ein weitestgehend unbekannter Zweitwein, Château Pineau de Rey. Weine, die den Qualitätsansprüchen eines Grand Vin oder Zweitweins nicht genügen, werden anonym als Fassware in den Handel gebracht. In kleinen Mengen wird auch ein trockener Weißwein mit dem Namen Château Pineau du Rey Sec ausgebaut.

## Geschichte
Im Jahr 1709 erwarb Romain de Filhot (1641–1710), Mitglied des Parlements von Bordeaux und späterer Gründer der Appellation Sauternes, in der südlich ausgerichteten Gemarkung vins de Langon einige Rebflächen. Es wird angenommen, dass die Rebflächen in den Jahren 1630–1650 angelegt wurden. Während nahezu eines Jahrhunderts blieb das Weingut im Besitz der Familie. Die Leitung des Gutes ging von Romain de Filhot auf seinen Sohn Jean-Jacques und später auf seinen Enkel Jean François-Xavier über. Beide waren ebenfalls Mitglieder des Parlements. In vierter Generation leitete Gabriel Barthélémy Romain de Filhot (25. Februar 1746 – 11. Juli 1794) das Gut. Der Präsident des Parlements führte das Gut zu seiner Blüte. In einem Schreiben vom Mai 1787 bescheinigt Thomas Jefferson den Weinen den Rang eines erstklassigen Sauternes, die die gleichen Preise wie Château d’Yquem erreichten.
Im Jahr 1788 erwarb Gabriel Barthélémy Romain de Filhot das Château Coutet. Nur sechs Jahre später wurde er im Rahmen der französischen Revolution hingerichtet. Seine einzige Tochter Marie Geneviève Françoise Joséphine de Filhot war zu diesem Zeitpunkt noch sehr jung. Durch ihre Hochzeit im Jahr 1807 mit Antoine Marie Henry Amédée de Lur-Saluces gehörten Château d’Yquem, Château Coutet, Château de Malle, Château de Fargues sowie Château Filhot der gleichen Familie.
Der Sohn Romain Bertrand de Lur-Saluces erweiterte im Jahr 1840 Château Filhot noch durch den Zukauf des Weingutes Pineau de Rey. Fünf Jahre später ließ er das noch heute existierende Gutsgebäude nach dem Vorbild des Lustschlosses Petit Trianon errichten. Die Parkanlage wurde Louis-Bernard Fischer gestaltet.

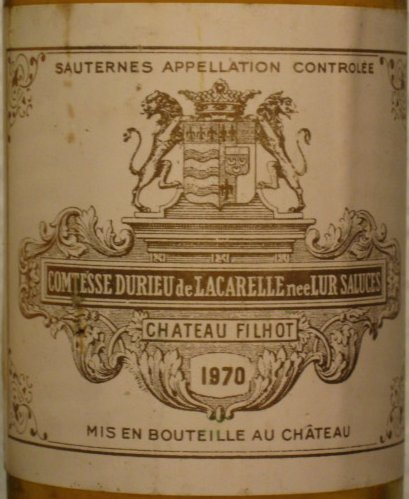
Etikett des Jahrgangs 1970

Im Jahr 1855 wurde das Weingut als „Deuxième Cru Classé“ klassifiziert und wurde in der Folge als Château Sauternes vermarktet. Die Umbenennung des Weinguts fällt auch in eine Periode des Niedergangs. Auch die Wiedereinführung des Namens Filhot im Jahr 1901 half nicht. Von ehemals 120 Hektar Rebfläche blieben in den 1930er Jahren lediglich knapp 20 Hektar übrig. Im Jahr 1935 sah sich der Besitzer des Gutes, Marquis Bertrand de Lur-Saluces, gezwungen, das Weingut an seine Schwester Thérèse-Marie sowie deren Ehegatten Comte Étienne Durieu de Lacarelle zu verkaufen. Deren Enkel Henri de Vaucelles leitet das Gut seit dem Jahr 1974.
Seither versucht die Familie de Vaucelles, das Weingut durch Investitionen wieder als Qualitätsweingut zu positionieren. Im Jahr 1995 wurden die alten Kunststoff-Gärbehälter durch temperaturgeregelte Edelstahlbehälter ausgetauscht. Seit einigen Jahren werden die Weine nach der Gärung in Barrique-Fässern ausgebaut.